# Main Event der World Series of Poker 2015
Das Main Event der World Series of Poker 2015 war das Hauptturnier der 46. Austragung der Poker-Weltmeisterschaft in Paradise am Las Vegas Strip.

## Turnierstruktur

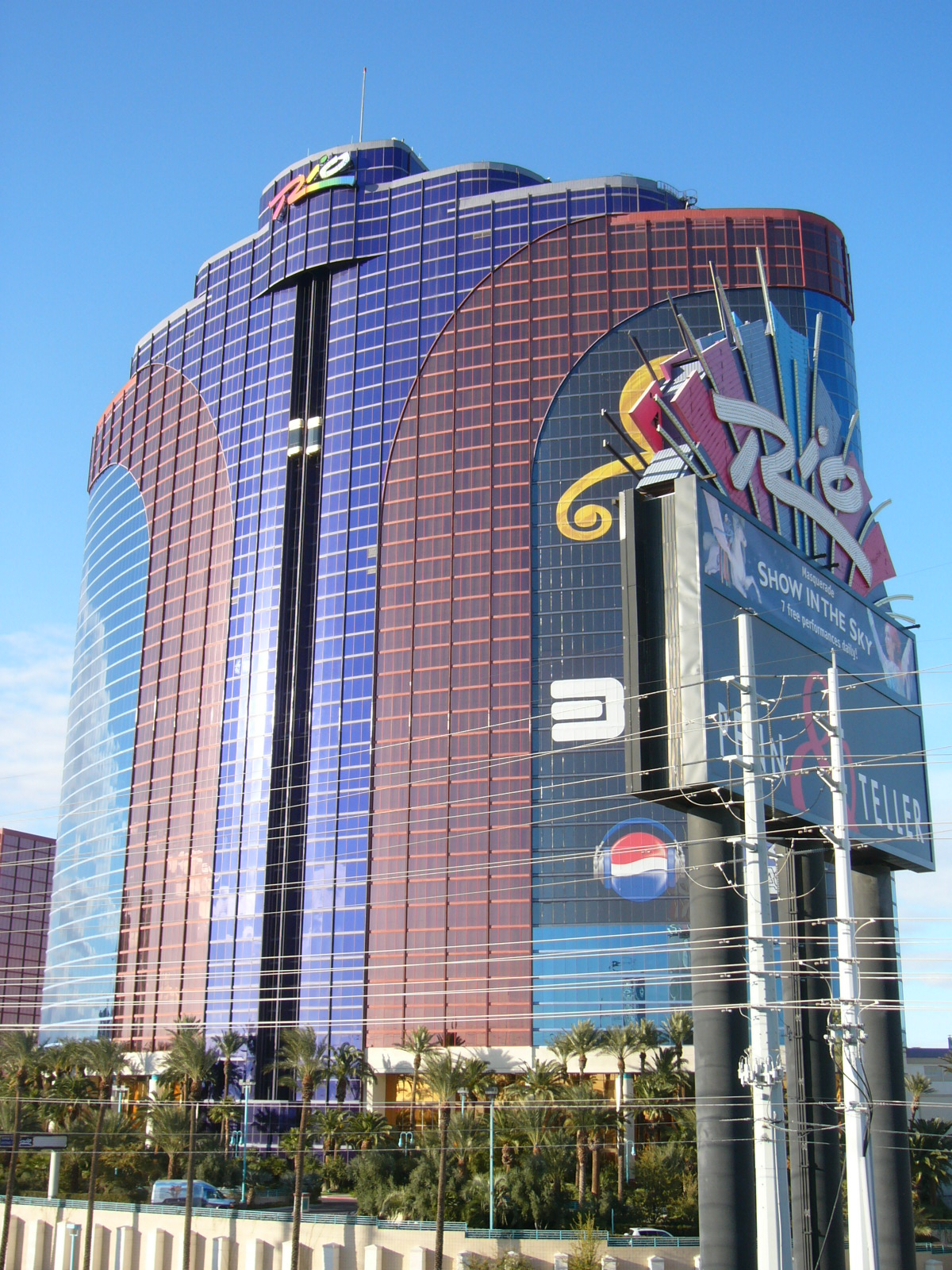
Das Rio All-Suite Hotel and Casino am Las Vegas Strip

Die Anmeldung des Hauptturniers der World Series of Poker in der Variante No Limit Hold’em war auf die drei Tage vom 5. bis 7. Juli 2015 verteilt. Anschließend wurde vorerst bis zum siebten Turniertag am 14. Juli gespielt, nach dem nur noch neun Spieler verblieben. Der Finaltisch wurde ab dem 8. November 2015 gespielt. Das gesamte Turnier wurde im Rio All-Suite Hotel and Casino in Paradise ausgetragen. Die insgesamt 6420 Teilnehmer mussten ein Buy-in von je 10.000 US-Dollar zahlen, für sie gab es 1000 bezahlte Plätze. Der 94-jährige Amerikaner William Wachter wurde 524. und damit zum ältesten Spieler, der beim WSOP-Main-Event einen bezahlten Platz erreichte. Der zu diesem Zeitpunkt in der All Time Money List führende Kanadier Daniel Negreanu verpasste den Finaltisch nur knapp und landete, wie schon 2001, auf dem elften Platz für 526.778 US-Dollar Preisgeld. Beste Frau war Kelly Minkin, die den 29. Platz für mehr als 210.000 US-Dollar belegte.

## Übertragung
Das Main Event wurde ab dem dritten Turniertag auf der Website der WSOP live gestreamt. Der US-amerikanische Fernsehsender ESPN sendete zudem Zusammenfassungen in insgesamt 16 Episoden, die von Norman Chad und Lon McEachern kommentiert sowie von Kara Scott moderiert wurden. Der deutsche Sportsender Sport1 zeigte ab Februar 2016 Highlights des Main Events, die von Michael Körner kommentiert wurden. Der Finaltisch wurde live und exklusiv bei ESPN übertragen.

## Deutschsprachige Teilnehmer
Folgende deutschsprachige Teilnehmer konnten sich im Geld platzieren:
| Platz | Herkunft    | Spieler               | Preisgeld (in $) |
| ----- | ----------- | --------------------- | ---------------- |
| 010   | Deutschland | Alexander Turyansky   | 756.897          |
| 018   | Deutschland | Kilian Kramer         | 325.034          |
| 022   | Deutschland | Anton Morgenstern     | 262.574          |
| 025   | Deutschland | Fedor Holz            | 262.574          |
| 032   | Deutschland | Hans Joachim Hein     | 211.821          |
| 074   | Osterreich  | Manuel Blaschke       | 079.668          |
| 081   | Deutschland | Alexander Debus       | 079.668          |
| 090   | Osterreich  | Lüth Peyman           | 068.624          |
| 202   | Deutschland | Eugen Fritzler        | 040.433          |
| 220   | Deutschland | Jan Schwippert        | 040.433          |
| 235   | Deutschland | Heinz Kamutzki        | 034.157          |
| 245   | Deutschland | Manuel Mutke          | 034.157          |
| 273   | Deutschland | Jascha Potthoff       | 034.157          |
| 280   | Deutschland | George Danzer         | 034.157          |
| 314   | Deutschland | Jens Lakemeier        | 029.329          |
| 332   | Deutschland | Manuel Hoffman        | 029.329          |
| 349   | Deutschland | Timo Pfutzenreuter    | 029.329          |
| 362   | Deutschland | Koray Aldemir         | 024.622          |
| 381   | Osterreich  | Josip Šimunić         | 024.622          |
| 444   | Osterreich  | Florian Kossler       | 021.786          |
| 503   | Osterreich  | Marco Liesy           | 019.500          |
| 530   | Deutschland | Felix Daniel Schulze  | 019.500          |
| 531   | Deutschland | Sebastian Ruthenberg  | 019.500          |
| 537   | Osterreich  | Armin Mette           | 019.500          |
| 580   | Deutschland | Giuseppe Pantaleo     | 017.282          |
| 639   | Deutschland | David Wiese           | 017.282          |
| 652   | Deutschland | Marko Neumann         | 015.000          |
| 687   | Deutschland | Kim Kursch            | 015.000          |
| 752   | Schweiz     | Christian Fanger      | 015.000          |
| 771   | Deutschland | Sebastian Pauli       | 015.000          |
| 795   | Deutschland | Michael Kleinecke     | 015.000          |
| 847   | Deutschland | Lothar Meier          | 015.000          |
| 857   | Deutschland | Robert Schulz         | 015.000          |
| 876   | Deutschland | Robert Zipf           | 015.000          |
| 898   | Schweiz     | Reza Elahee Doomun    | 015.000          |
| 955   | Schweiz     | David Ruiz Del Portal | 015.000          |
| 973   | Osterreich  | Raphael Wimmer        | 015.000          |

## November Nine
Die neun Spieler am Finaltisch wurden auch als November Nine bezeichnet. Neben den Amerikanern Joshua Beckley, Neil Blumenfield, Thomas Cannuli, Patrick Chan, Joe McKeehen und Max Steinberg saßen mit dem Belgier Pierre Neuville, dem Israeli Zvi Stern und dem Italiener Federico Butteroni auch drei Spieler aus dem europäischen Raum am Tisch. Jüngster Spieler war Cannuli mit 23 Jahren, ältester Spieler der 72-jährige Neuville.

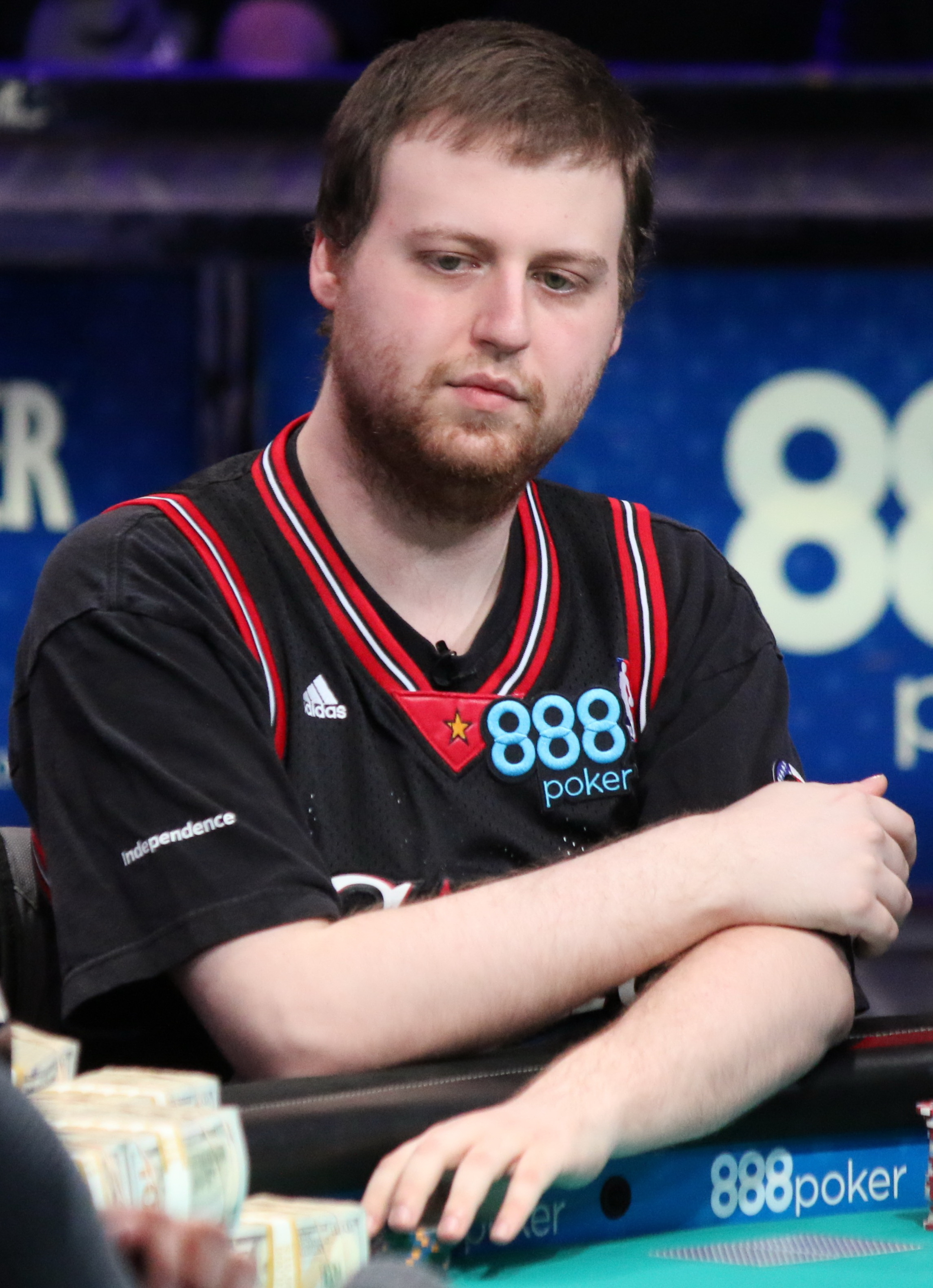
Joe McKeehen
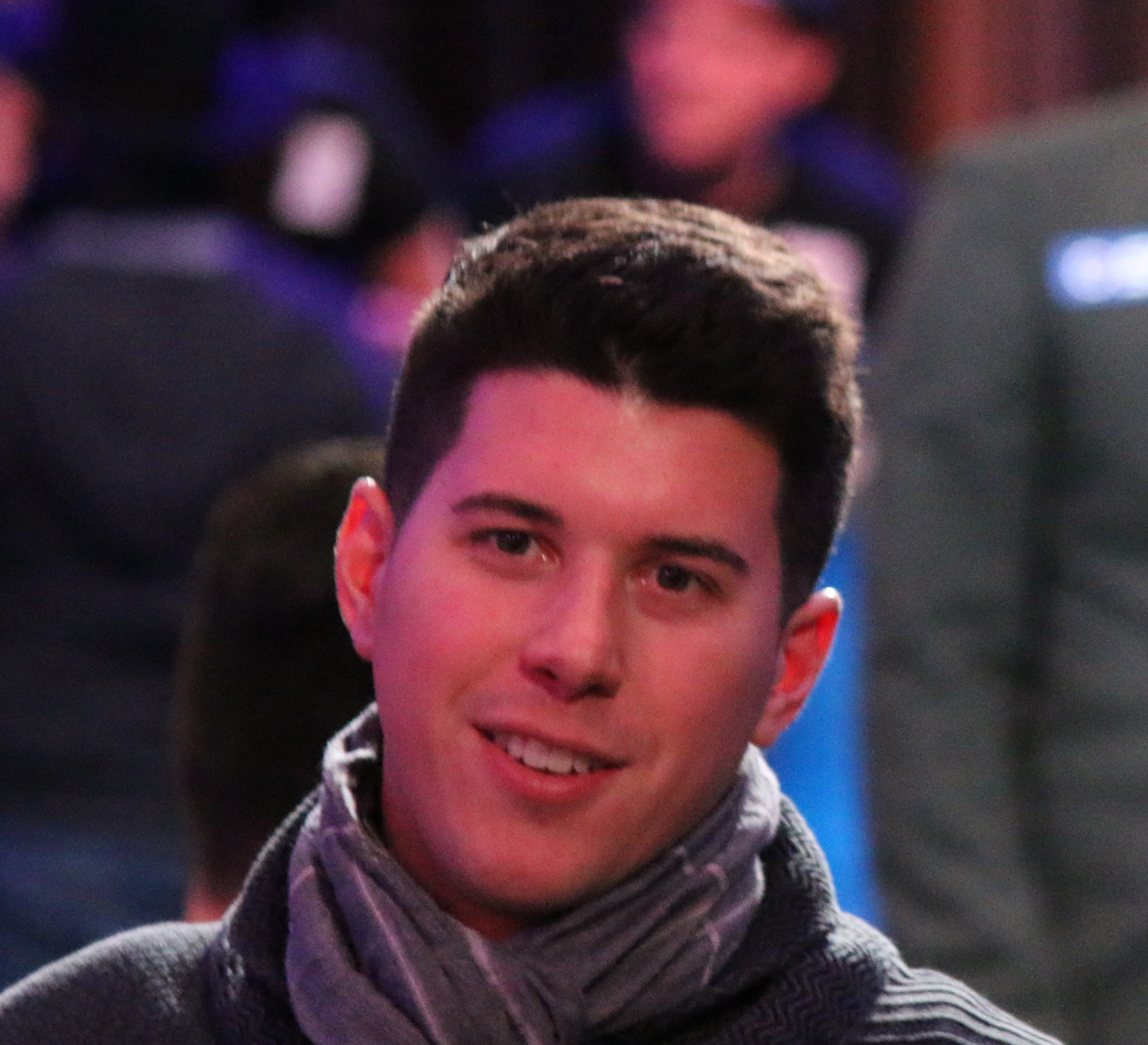
Joshua Beckley
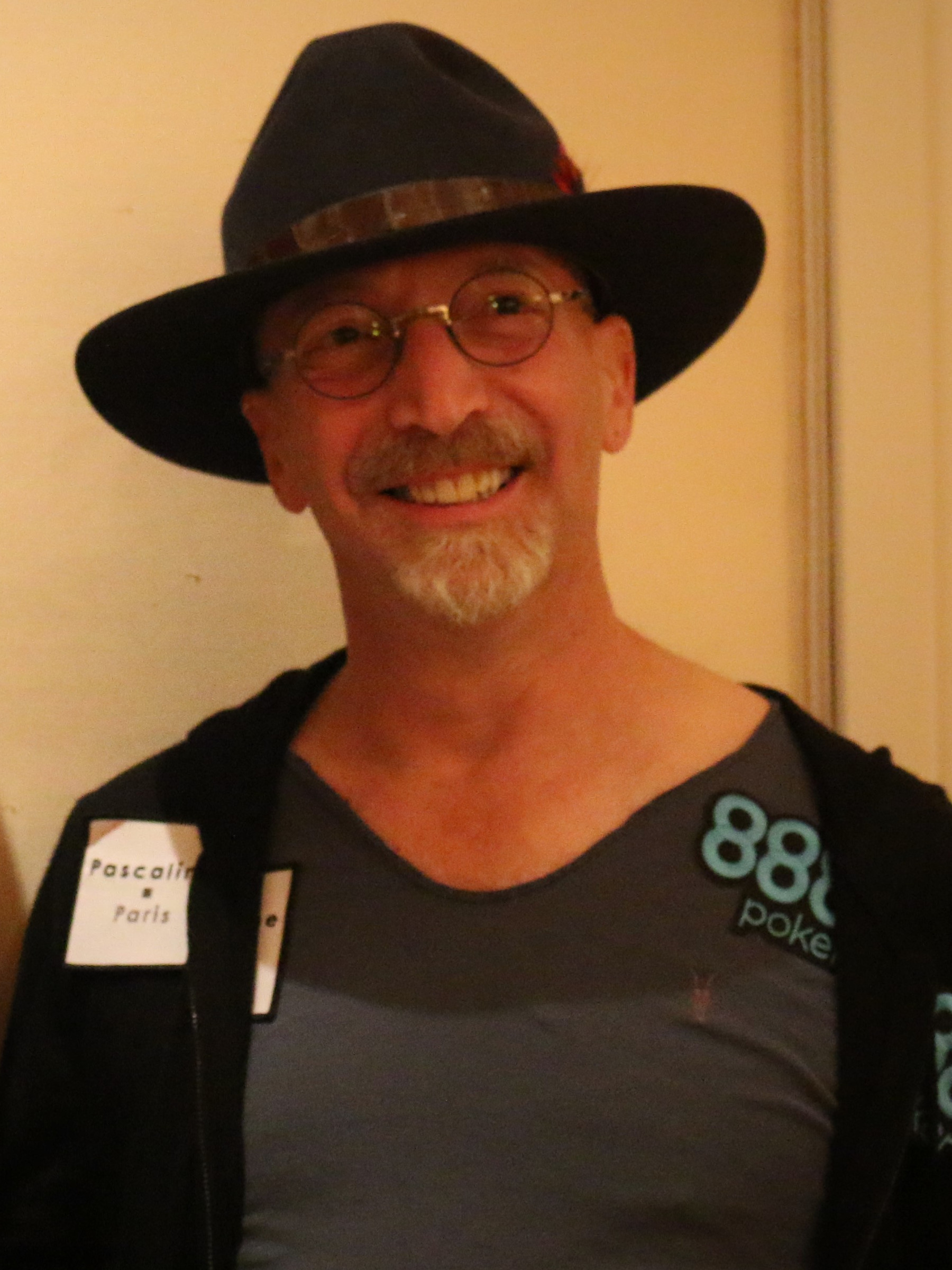
Neil Blumenfield
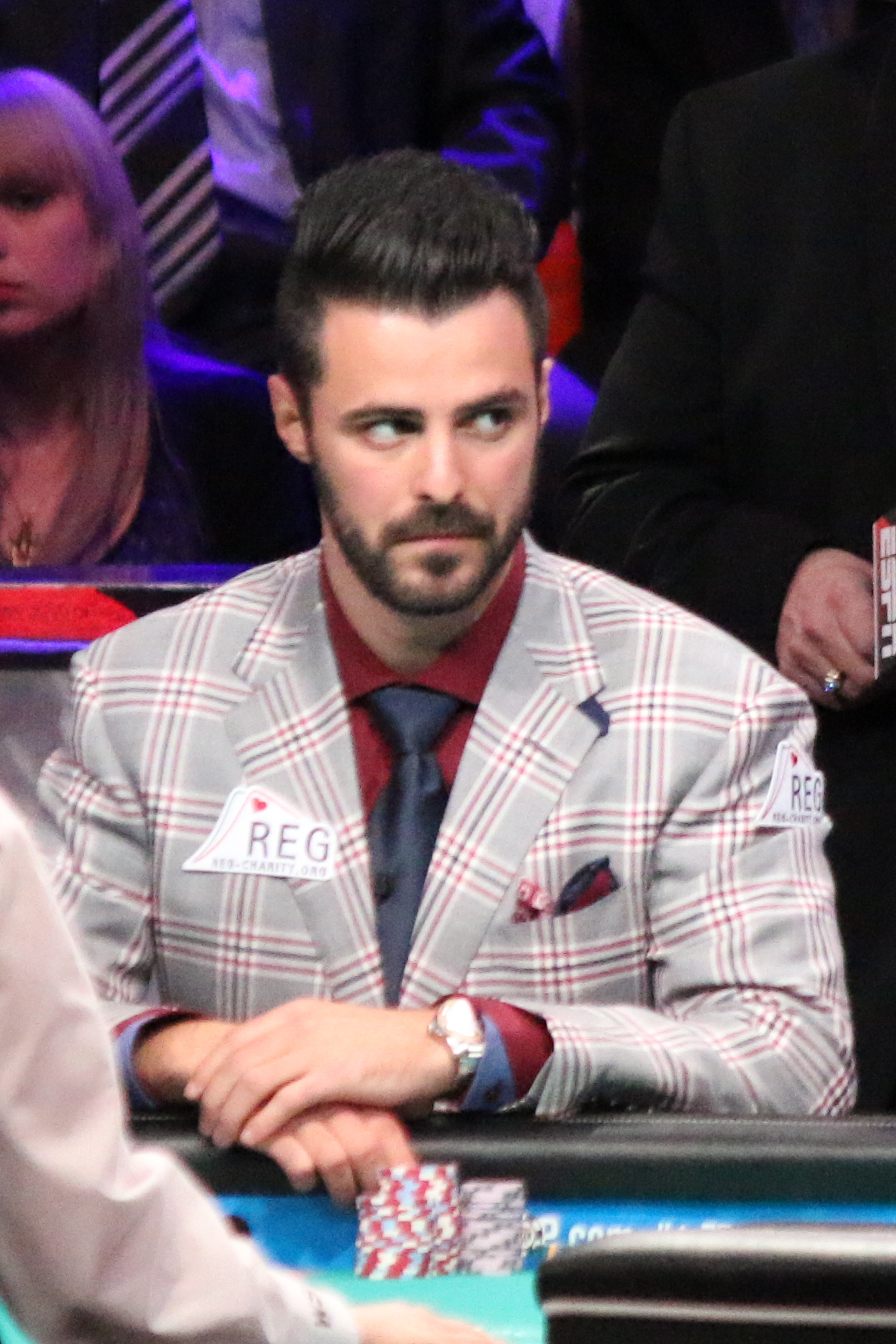
Max Steinberg
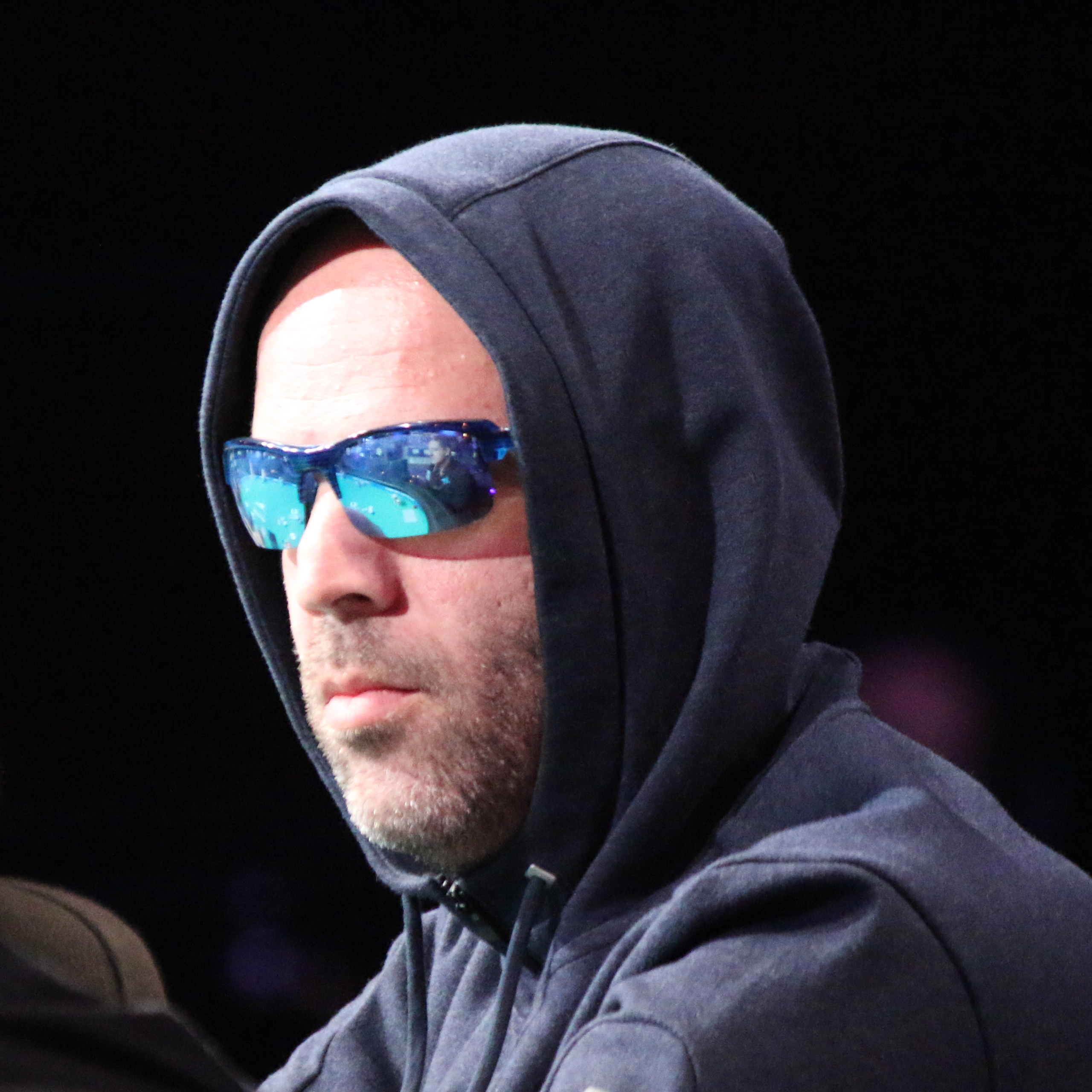
Zvi Stern
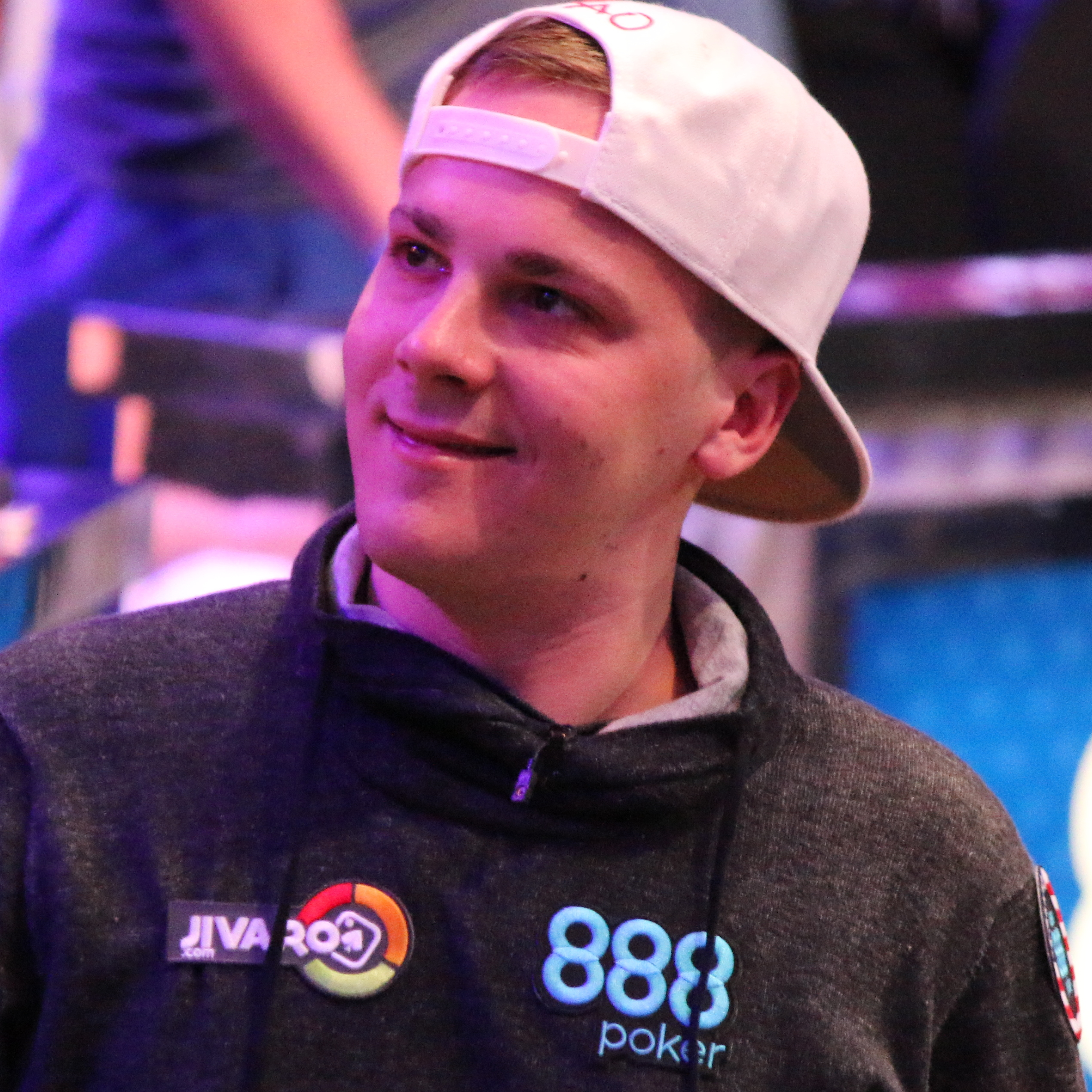
Thomas Cannuli
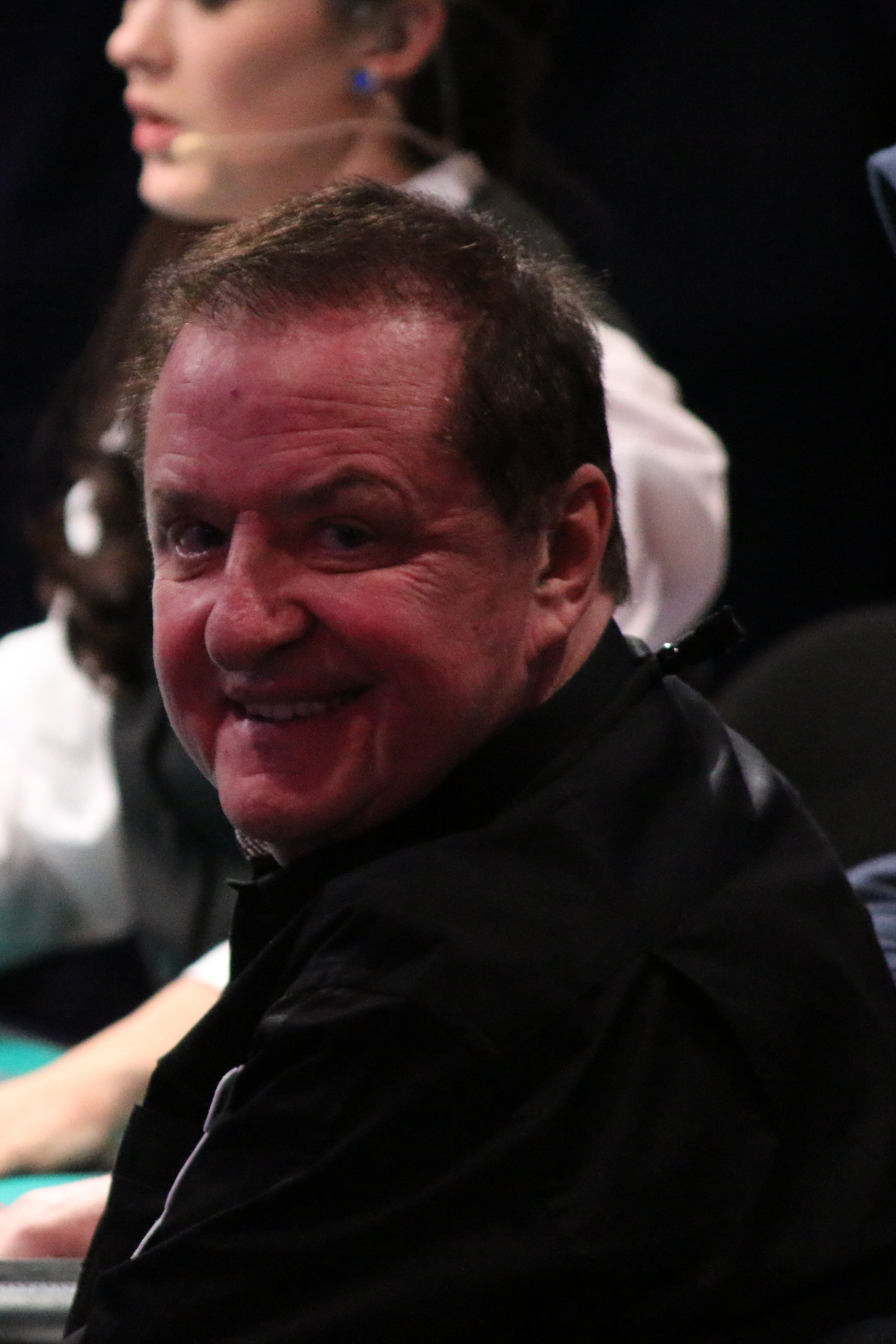
Pierre Neuville
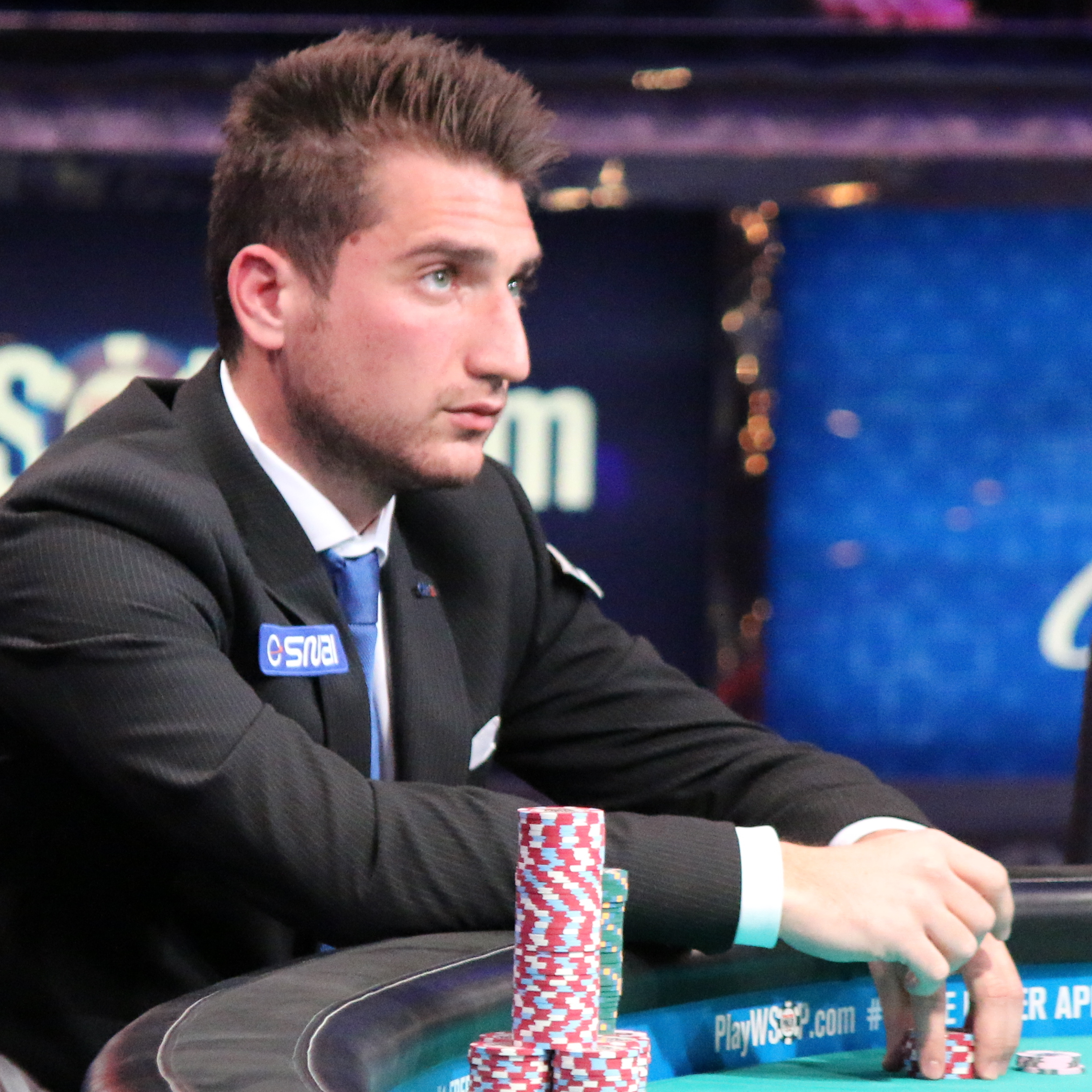
Federico Butteroni

## Finaltisch
Der Finaltisch wurde ab dem 8. November 2015 gespielt. McKeehen ging bereits als deutlicher Chipleader an den Tisch und eliminierte am ersten Tag Patrick Chan, Federico Butteroni und Pierre Neuville. Letzterer war mit seinen 72 Jahren der bisher älteste Spieler am Finaltisch eines WSOP-Main-Events. Nach dem zweiten Finaltag blieben mit Blumenfield, Beckley und McKeehen noch drei Spieler übrig. Am 10. November 2015 gewann McKeehen nach 183 Händen im Heads-up den Titel. In der finalen Hand siegte er mit A♥ 10♦ gegen Beckleys 4♦ 4♣.
| Platz | Herkunft           | Spieler            | Alter * | Preisgeld (in $) |
| ----- | ------------------ | ------------------ | ------- | ---------------- |
| 1     | Vereinigte Staaten | Joe McKeehen       | 24      | 7.683.346        |
| 2     | Vereinigte Staaten | Joshua Beckley     | 24      | 4.470.896        |
| 3     | Vereinigte Staaten | Neil Blumenfield   | 61      | 3.398.298        |
| 4     | Vereinigte Staaten | Max Steinberg      | 27      | 2.615.361        |
| 5     | Israel             | Zvi Stern          | 36      | 1.911.423        |
| 6     | Vereinigte Staaten | Thomas Cannuli     | 23      | 1.426.283        |
| 7     | Belgien            | Pierre Neuville    | 72      | 1.203.293        |
| 8     | Italien            | Federico Butteroni | 25      | 1.097.056        |
| 9     | Vereinigte Staaten | Patrick Chan       | 26      | 1.001.020        |